# Principatul de Galileea
Principatul de Galileea a fost unul dintre cele patru seniorii majore ale Regatului Ierusalimului, potrivit aprecierii unui comentator din secolul al XIII-lea, Ioan d'Ibelin, constituit de către participanții la Prima cruciadă. Stăpânirile directe ale principatului se localizau în jurul Tiberiadei, în Galileea propriu-zisă, însă, dacă se ține seamă de teritoriile vasalilor acestui principat, senioria includea Galileea în integralitatea sa, precum și sudul Feniciei (astăzi, în Liban). Seniorul de Galileea dispunea de un număr disproporționat de sub-vasali. Deși independent, Sidonul era situat în cadrul posesiunilor Galileei.
Principatul s-a constituit, cel puțin nominal, în 1099, atunci când Tancred de Tarent a primit stăpânirea asupra Tiberiadei, Haifei și Bethsanului din partea lui Godefroy de Bouillon. În 1101, regele Balduin I al Ierusalimului a limitat autoritatea lui Tancred, prin conferirea Haifei către Galdemar Carpenel, iar Tancred a fost nevoit să renunțe la principat și să se mulțumească doar cu poziția de regent în Principatul de Antiohia. Principatul de Galileea a devenit fieful familiilor de Saint Omer, Montfaucon (Falcomberques), iar apoi Bures, iar principala sa reședință a rămas Tiberiada; de aceea, uneori este numit ca Principatul de Tiberiada (Tiberias). Principatul a fost distrus de către Saladin în 1187, cu toate că titlul a continuat să fie uzitat pe mai departe ca demnitate a unora dintre rudele și tinerii fii ai regilor Ciprului (deveniți regi titulari ai Ierusalimului).

## Principi de Galileea
Numele scrise cu italice sunt cele ale principilor titulari.
- Tancred (1099 – 1101)
- Ugo de Saint Omer (1101 – 1106)
- Gervasiu de Bazoches (1106 – 1108)
- Tancred, restaurat (1109 – 1112)
- Josselin de Courtenay (1112 – 1119)
- Guillaume I de Bures (1120 – 1141)
- Elinard de Bures (1142 – 1148)
- Guillaume al II-lea de Bures (1148 – 1158)
- Valter de Saint Omer (1159 – 1171) primul soț al Eschivei de Bures, sora lui Guillaume al II-lea de Bures
- Raimond al III-lea de Tripoli (1174–1187) și soția sa, Eschiva de Bures
- William
- Fulc
- Odo de Montbéliard (până în 1240) principe titular; (1240-1247) principe efectiv
- Filip d'Ibelin
- Balian al II-lea d'Ibelin (?–1316)
- Bohemund de Lusignan (cca. 1280)
- Guy de Lusignan (cca. 1320–1343), fiul lui Ugo al IV-lea al Ciprului
- Ugo de Lusignan (1343–1386), fiul lui Guy de Lusignan
- Ioan de Brie
- Henric de Lusignan (?–1427), fiul lui Iacob I al Ciprului
- Filip de Lusignan (?–ca 1466), fiul lui Henric de Lusignan

Principatul avea propriii săi vasali, senioriile de Beirut, Nazaret și Haifa, care adesea beneficiau de serviciilor propriilor lor sub-vasali.